# ヨハン・ゲオルク・ヴィレ
ヨハン・ゲオルク・ヴィレ、フランスでの名、ジャン・ジョルジュ・ヴィレ（Johann Georg Wille、フランス名: Jean Georges Wille、1715年11月5日 - 1808年4月5日）はドイツ生まれの版画家(copper engraver)である。生涯の大半をパリで活動した。

## 略歴
現在のヘッセン州、ギーセン郡のKönigsbergの製粉業者の息子に生まれた 。大学へ進むためにギーセンの学校で数学を学び始めたが、絵が好きであったので、地元の肖像画家から絵を学んだ。肖像画家にはなれず、彫金を学び、猟銃に彫刻する仕事に就いた。
20歳を越えた1736年から、各地を旅するようになり、フランクフルトやラインラント＝プファルツのヴォルムス、ストラスブールなどを旅し、パリに移った。旅の途中で版画家のゲオルク・シュミット(Georg Friedrich Schmidt: 1712-1775)や画家のヘダー(Friedrich Wilhelm Hoeder: 1713-1768)と知り合い、3人で旅をするようになった。パリに住み始めた数年間はシュミットと同じ部屋で暮らし銃や時計の彫刻などの仕事をした。王立絵画彫刻アカデミーに入学し、絵画や版画を学んだ。
パリの出版者のミシェル・オデューヴル(Michel Odieuvre)の歴史上の人物を紹介する書籍の挿絵を制作する仕事に雇われ、肖像版画を制作したが報酬は低額だった。1742年から版画家のジャン・ドーレ(Jean Daullé)の工房で働き、1747年に結婚した。ニコラ・ド・ラルジリエール(Nicolas de Largillière)の肖像画をもとにした版画が、別の肖像画家イアサント・リゴーに注目され、リゴーの肖像画の版画化も依頼されたのを始め、多くの有名画家から依頼を受けるようになり、人気のある版画家になった。フランスに帰化し、王室の版画家の称号も得た。1761年に王立絵画彫刻アカデミーの会員に選ばれた。デンマークや神聖ローマ帝国の宮廷の依頼で版画を制作した。版画の制作や出版した版画を販売することで、かなりの財産を築いたがフランス革命でその多くを失ってしまった。
パリで亡くなった。
ヨハン・ゲオルク・ヴィレから版画を学んだ画家やヴィレの工房で働いた版画家には、ヨハン・ハインリヒ・アウグスト・ティシュバインやアドリアン・ツィングらがいる。

## 作品

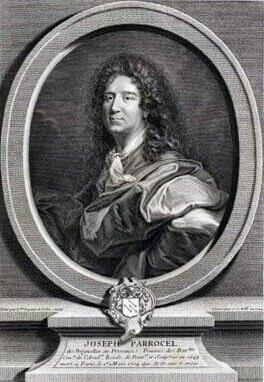
ジョゼフ・パロセル-画家 (原画)イアサント・リゴー
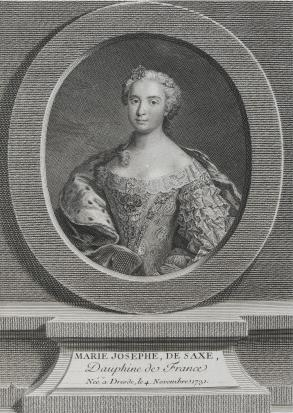
マリー＝ジョゼフ・ド・サクス (原画)Daniel Klein
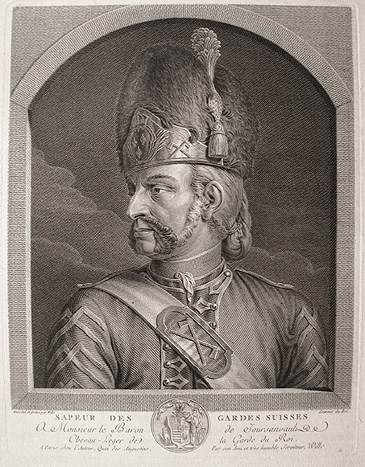
ギャルド・スイス(スイス衛兵)
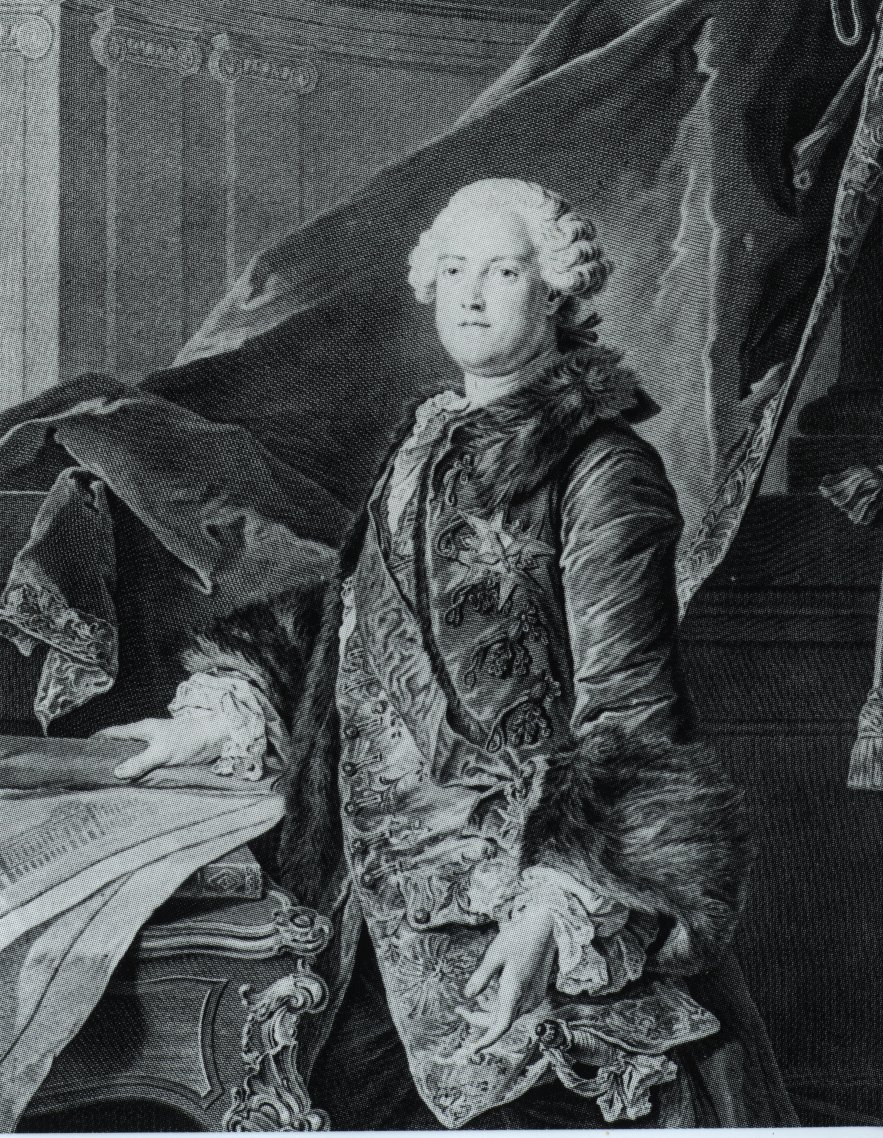
マリニー侯爵 (原画)Louis Tocqué

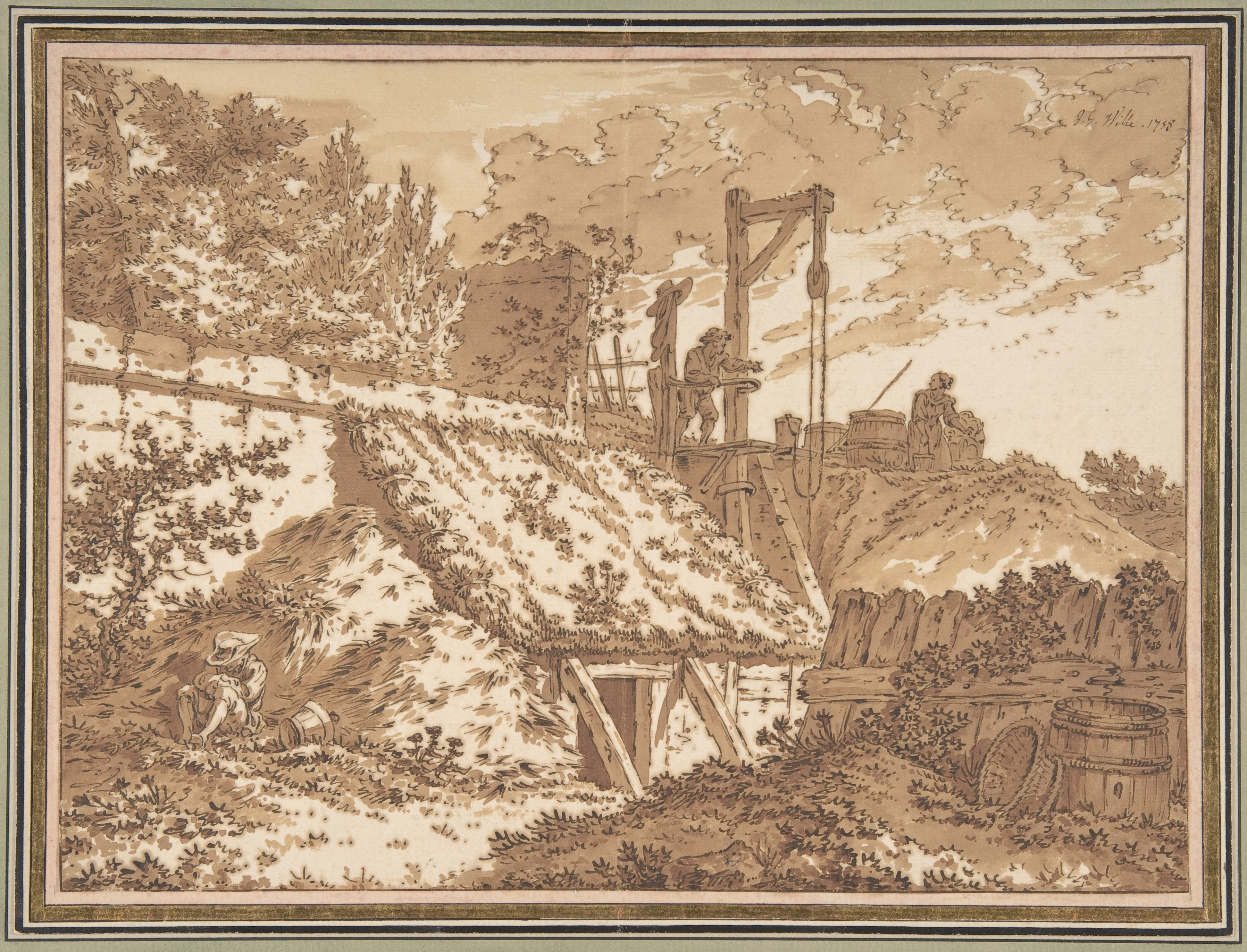
井戸のそばの農夫
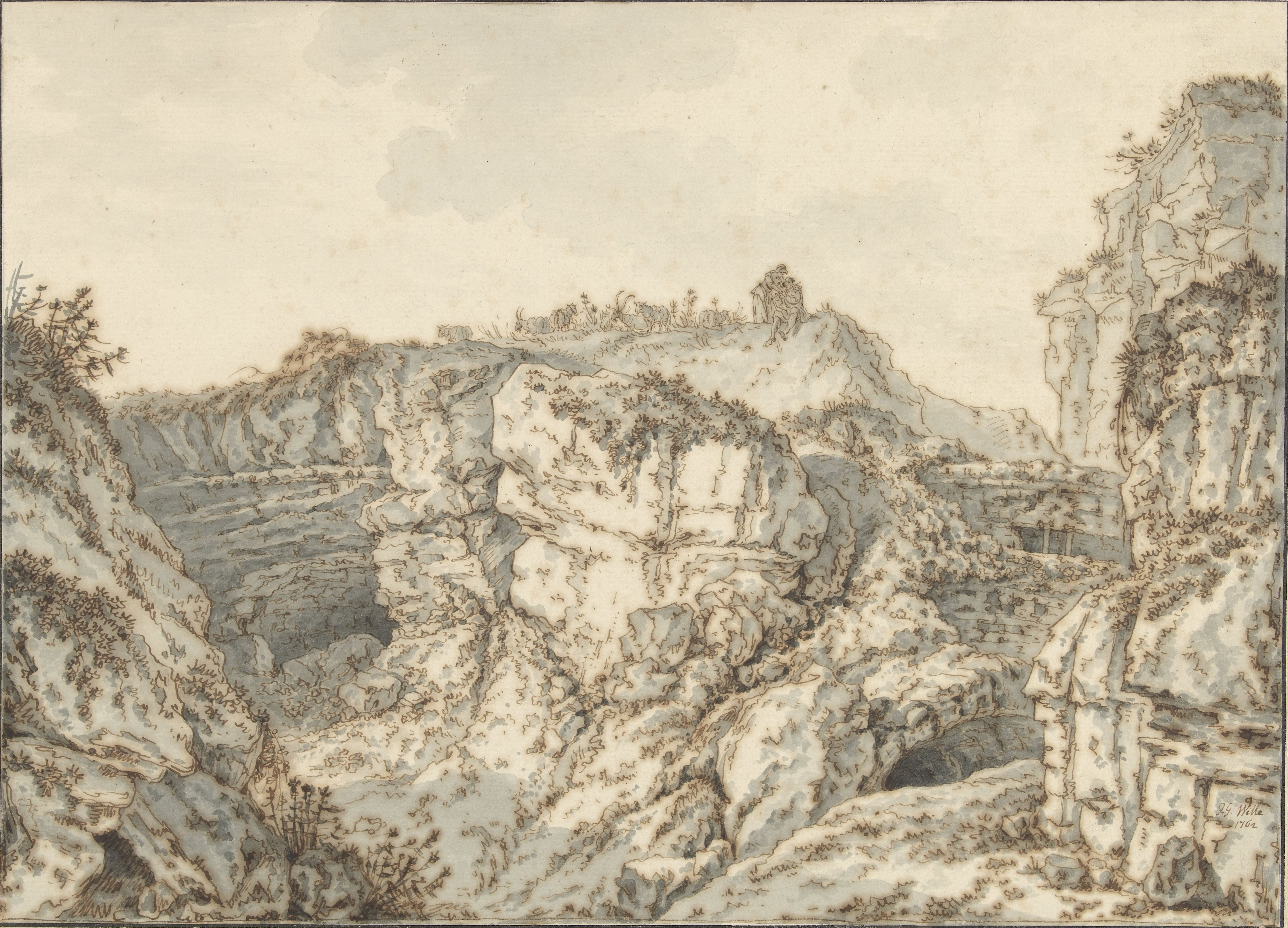
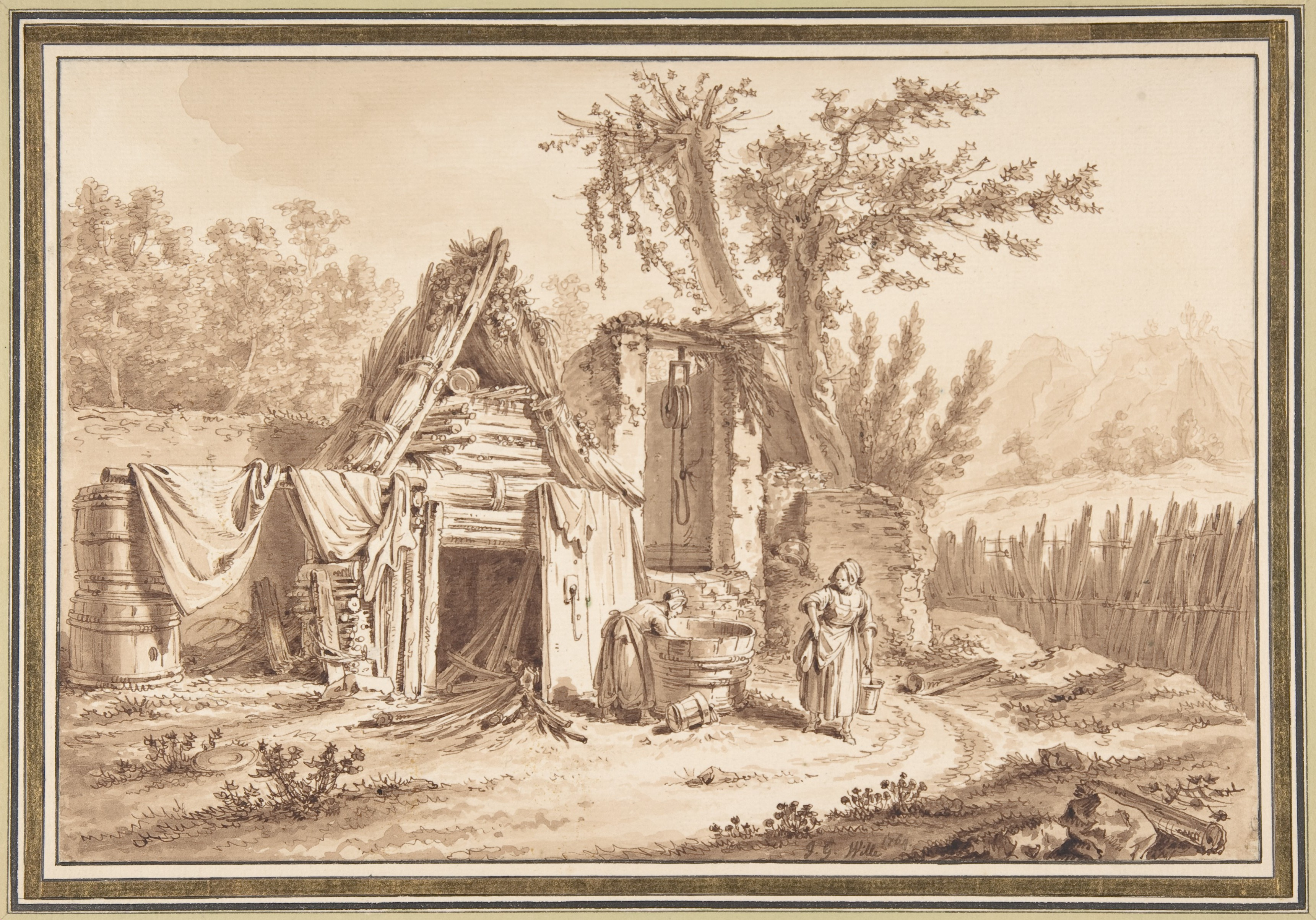
小屋の前で洗濯する女